# Goux
Goux település Franciaországban, Gers megyében. Lakosainak száma 63 fő (2022. január 1.). Goux Castelnau-Rivière-Basse, Saint-Lanne, Cahuzac-sur-Adour, Galiax, Préchac-sur-Adour, Tasque és Riscle községekkel határos.

## Népesség
A település népességének változása:
| Lakosok száma | 102  | 69   | 62   | 85   | 73   | 74   | 67   | 63   | 62   | 63   |
|               | 1968 | 1982 | 1990 | 2006 | 2013 | 2015 | 2017 | 2019 | 2020 | 2022 |